# ایستون، مودیت
ایستون (به انگلیسی: Easton Maudit) یک روستا و محله مدنی در بریتانیا است که در Wellingborough واقع شده‌است. ایستون ۸۸ نفر جمعیت دارد.